# Felice Cimatti
Felice Cimatti (Roma, 20 settembre 1959) è un filosofo italiano.

## Biografia
È figlio della pittrice Laura Giometti e del poeta Pietro Cimatti. Laureato in filosofia alla Sapienza, con una tesi sui linguaggi animali, relatore Tullio De Mauro, correlatore Alberto Oliverio, insegna  Semiotica e teoria dei linguaggi presso il Dipartimento di Scienze politiche e Sociali dell'Università della Calabria ad Arcavacata di Rende.
Ha condotto, per Rai Radio 3, il programma radiofonico Fahrenheit, dedicato ai libri e alle idee; attualmente conduce Uomini e Profeti (https://www.raiplayradio.it/programmi/uominieprofeti/), programma di approfondimento di temi religiosi e filosofici. Il 26 maggio 2012 ha ricevuto il Premio Musatti conferito dalla Società Psicoanalitica Italiana. Ha partecipato al programma televisivo Zettel, per Rai Cultura. Scrive regolarmente per le riviste online Fata Morgana Web, Doppiozero e Antinomie.
È condirettore, assieme a Francesca Piazza e Alfredo Paternoster, della Rivista Italiana di Filosofia del Linguaggio.

## Opere

### Saggi
- Linguaggio ed esperienza visiva, Rende, Centro editoriale e librario Università degli studi della Calabria, 1997. ISBN 88-86067-40-2.
- Mente e linguaggio negli animali. Introduzione alla zoosemiotica cognitiva, Roma, Carocci, 1998. ISBN 88-430-1056-5.
- La scimmia che si parla. Linguaggio autocoscienza e libertà nell'animale umano, Torino, Bollati Boringhieri, 2000. ISBN 88-339-1229-9.
- Nel segno del cerchio. L'ontologia semiotica di Giorgio Prodi, Roma, Manifestolibri, 2000.
- La mente silenziosa. Come pensano gli animali non umani, Roma, Editori Riuniti, 2002. ISBN 88-359-5160-7.
- Il senso della mente. Per una critica del cognitivismo, Torino, Bollati Boringhieri, 2004. ISBN 88-339-1565-4.
- Mente, segno e vita. Elementi di filosofia per Scienze della comunicazione, Roma, Carocci, 2004. ISBN 88-430-3011-6.
- Il volto e la parola. Psicologia dell'apparenza, 2007, Macerata, Quodlibet, 2007. ISBN 978-88-7462-157-6.
- Il possibile ed il reale. Il sacro dopo la morte di Dio, Torino, Codice, 2009. ISBN 978-88-7578-122-4.
- Bollettino Filosofico. Linguaggio ed emozioni, a cura di, Roma, Aracne, 2009. ISBN 978-88-548-2417-1.
- Lingue, corpo, pensiero: le ricerche contemporanee, con Marco Tullio Liuzza e Anna Maria Borghi, Roma, Carocci, 2010, ISBN 978-88-430-5439-8.
- Naturalmente comunisti. Politica, linguaggio ed economia, Milano, Bruno Mondadori, 2011. ISBN 978-88-6159-521-7.
- La vita che verrà. Biopolitica per Homo sapiens, Verona, Ombre corte, 2011. ISBN 978-88-95366-96-8.
- Filosofia della psicoanalisi. Un'introduzione in ventuno passi, a cura di e con Silvia Vizzardelli, Macerata, Quodlibet, 2012. ISBN 978-88-7462-472-0.
- Filosofia dell'animalità, Roma-Bari, Laterza, 2013, ISBN 978-88-581-0941-0.
- Corpo, linguaggio e psicoanalisi, a cura di e con Alberto Luchetti, Macerata, Quodlibet, 2013. ISBN 978-88-7462-422-5
- A come animale. Voci per un bestiario dei sentimenti, con Leonardo Caffo, Milano, Bompiani, 2015, ISBN 978-88-452-7857-0.
- Il taglio. Linguaggio e pulsione di morte, Macerata, Quodlibet, 2015, ISBN 978-88-7462-731-8.
- Filosofie del linguaggio. Storie, autori, concetti, a cura di e con Francesca Piazza, Roma, Carocci, 2016, ISBN 978-88-430-8477-7
- Psicoanimot, La psicoanalisi e l'animalità, a cura di, Perugia, Graphe.it, 2016, ISBN 978-88-9372-007-6
- Sguardi animali, Milano-Udine, Mimesis 2018, ISBN 978-88-575-4506-6.
- Cose. Per una filosofia del reale, Torino, Bollati Boringhieri, 2018, ISBN 978-88-339-2961-3.
- La vita estrinseca. Dopo il linguaggio, Napoli-Salerno, Orthotes, 2018, ISBN 978-88-9314-155-0.
- Abbecedario del reale, a cura di e con Alex Pagliardini, Macerata, Quodlibet, 2019, ISBN 978-88-229-0217-7.
- La fabbrica del ricordo, Bologna, Il Mulino, 2020, ISBN 978-88-15-28658-1.
- Unbecoming Human. Philosophy of Animality after Deleuze, Edinburgh University Press, 2020, ISBN 978-1-4744-4339-5.
- Animality in Contemporary Italian Philosophy, a cura di e con Carlo Salzani, Palgrave Macmillan, 2020, ISBN 978-3-030-47507-9.
- Il postanimale. La natura dopo l'Antropocene, Roma, DeriveApprodi, 2021, ISBN 978-88-6548-374-9.
- Filosofía de la animalidad. Más allá de lo humano, Tercero includido, Barcelona 2021, ISBN 978-84-1218943-8
- Assembramenti, Orthotes, Napoli-Salerno 2022, ISBN 978-88-9314-337-0
- La vita dei segni. Il linguaggio e i corpi nella filosofia francese del '900, Il Nuovo Melangolo, 2023, ISBN 9788869833281
- ∃x(fx). Logica della decisione, Cronopio, Napol 2024, ISBN 978-88-98367-73-3
- L’occhio selvaggio. Sul lasciarsi vedere, Quodlibet, Macerata 2024, ISBN 978-88-229-2210-6.
- Quasi viventi. Il mondo digitale dalla A alla Z, a cura di Felice Cimatti e Angela Maiello, Codice Edizioni 2024, ISBN 979-12-5450-107-8
- Felice Cimatti, Carlo Salzani eds., The Biopolitical Animal, Edinburgh University Press, Edinburgh 2024, ISBN 978-13-995-2598-5
- Felice Cimatti, Nella giornata più calda dell'anno. Attraversando il Sud, Donzelli, Roma 2025, ISBN 978-88-5522-719-3
- Felice Cimatti, Introduzione alla semiotica, Il Mulino, Bologna 2025, ISBN 978-88-15-39349-4.

### Narrativa
- Senza colpa, Marcos y Marcos, 2010, ISBN 9788871685434

### Altro
- 37ª giornata in C'è un grande prato verde. 38 scrittori raccontano il campionato di calcio 2012/13, a cura di Carlo D'Amicis, 2013, Manni Editori
- “Dopo la natura”, https://not.neroeditions.com/i-bambini-del-compost/
- “Lingua”, in Pantagruel, n. 1, La filosofia del cibo e del vino, a cura di Massimo Donà e Elisabetta Sgarbi, La Nave di Teseo 2020, pp. 731–735;

### Attività artistica

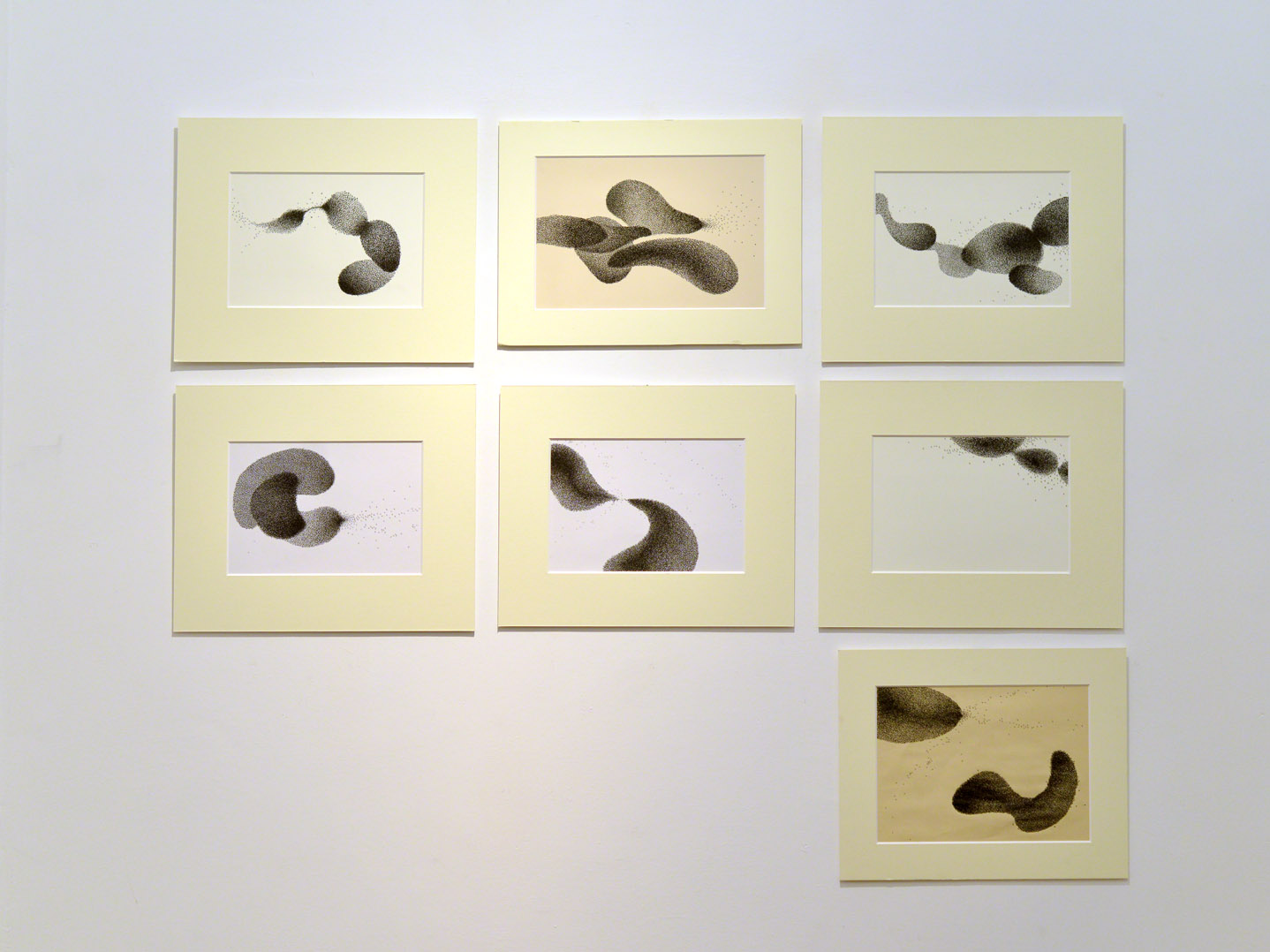
Storni / Starlings

- Bestie 13 febbraio 2013, Bestie, presso la Galleria M.A.D., via Giovanni Pierluigi da Palestrina, 62-64-66 Roma
- Partecipazione alla mostra Il mondoinfine, presso la Galleria Nazionale d’Arte Moderna e Contemporanea di Roma dal 13/12/2018 al 23/1/2019
- Mostra personale, “Studi”, a cura di Carla Subrizi, Fondazione Baruchello, Roma 16 giugno – 25 luglio 2025